# ۱۲۸-بیت
۱۲۸-بیت (انگلیسی: 128-bit) در معماری رایانه، متغیرها، آدرس‌ها یا واحدهای داده‌ای هستند که حداکثر ۱۲۸ بیت (۴ ردیف هشت‌تایی) طول دارند. همچنین سی‌پی‌یو و معماری‌های ای‌یوال ۱۲۸-بیت هستند که بر اساس رجیستر، گذرگاه‌های آدرس یا گذرگاه‌های داده با این اندازه کار می‌کنند.